# Bare Kraljske
Bare Kraljske este un sat din comuna Kolašin, Muntenegru. Conform datelor de la recensământul din 2003, localitatea are 246 de locuitori (la recensământul din 1991 erau 260 de locuitori).

## Demografie
În satul Bare Kraljske locuiesc 184 de persoane adulte, iar vârsta medie a populației este de 40,6 de ani (37,3 la bărbați și 44,3 la femei). În localitate sunt 80 de gospodării, iar numărul mediu de membri în gospodărie este de 3,08.
Populația localității este foarte eterogenă.
|  |

| Demografie | Demografie | Demografie |
| An         | Locuitori  | Locuitori  |
| ---------- | ---------- | ---------- |
|            |            |            |
|            |            |            |
|            |            |            |
|            |            |            |
| 1948       | 714        |            |
| 1953       | 640        |            |
| 1961       | 605        |            |
| 1971       | 523        |            |
| 1981       | 463        |            |
| 1991       | 260        | 253        |
| 2003       | 295        | 246        |

| \| Componența etnică conform recensământului din 2003[2] \| Componența etnică conform recensământului din 2003[2] \| Componența etnică conform recensământului din 2003[2] \| Componența etnică conform recensământului din 2003[2] \| Componența etnică conform recensământului din 2003[2] \| \| ----------------------------------------------------- \| ----------------------------------------------------- \| ----------------------------------------------------- \| ----------------------------------------------------- \| ----------------------------------------------------- \| \| \| \| \| \| \| \| Sârbi \| Sârbi \| \| 121 \| 49,18% \| \| Muntenegreni \| Muntenegreni \| \| 119 \| 48,37% \| \| necunoscută \| necunoscută \| \| 4 \| 1,62% \| |              |  |     |        |
| Componența etnică conform recensământului din 2003 |              |  |     |        |
| |              |  |     |        |
| Sârbi | Sârbi        |  | 121 | 49,18% |
| Muntenegreni | Muntenegreni |  | 119 | 48,37% |
| necunoscută | necunoscută  |  | 4   | 1,62%  |